# نیکولای سمیونوف
نیکلای نیکلایویچ سمیونوف (به روسی: Никола́й Никола́евич Семёнов) شیمیدان و فیزیک‌دان روس و برنده جایزه نوبل شیمی سال ۱۹۵۶ است. جایزه نوبل برای پژوهش درباره سازوکارهای واکنش‌های شیمیایی به‌طور مشترک به او و سر سایریل هینشلوود اعطا شد.
سمیونوف در ساراتوف به دنیا آمد و دانش‌آموخته دانشکده فیزیک دانشگاه پتروگراد (۱۹۱۳-۱۹۱۷) بوده‌است.